# Relació personal

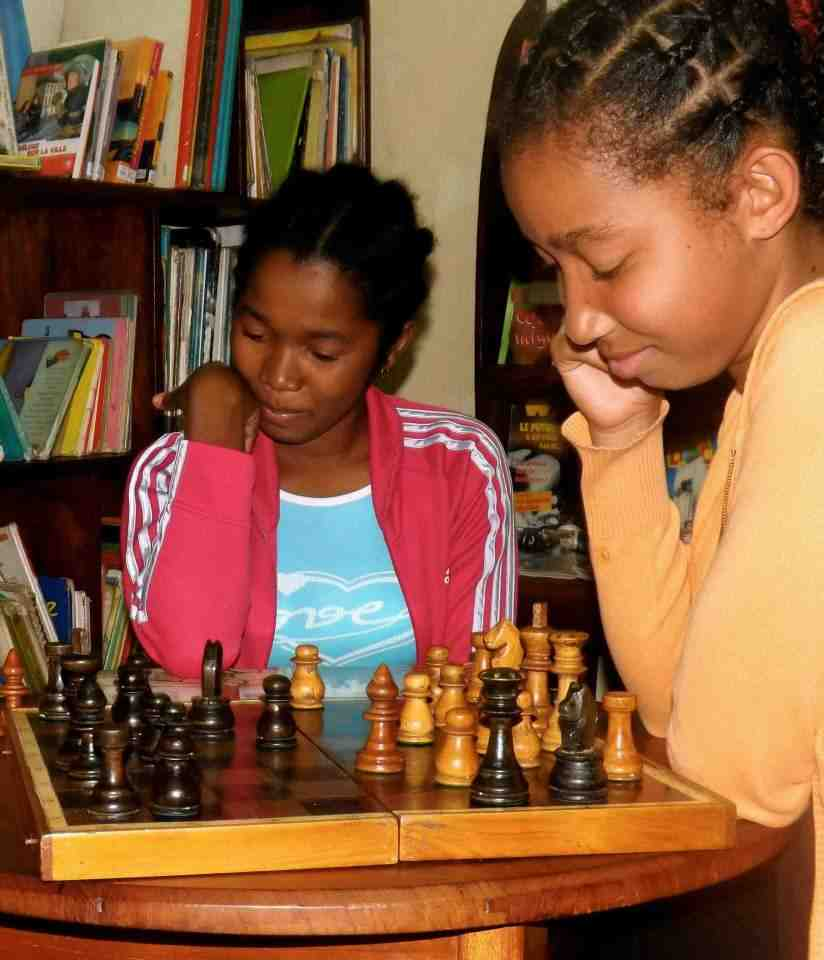
Relació personal

La relació personal o relació interpersonal, en psicologia social, descriu una associació, connexió o afiliació social entre dues o més persones. S'encavalca significativament amb el concepte de relacions socials, que són la unitat fonamental d'anàlisi dins de les ciències socials. Les relacions varien en graus d'intimitat, autorevelació, durada, reciprocitat i distribució de poder. Els principals temes o tendències de les relacions interpersonals són: la família, el parentiu, l'amistat, l'amor, el matrimoni, els negocis, l'ocupació, els clubs, els barris, els valors ètics, el suport i la solidaritat. Les relacions interpersonals poden estar regulades per llei, costums o acord mutu, i constitueixen la base dels grups socials i societats. Apareixen quan les persones es comuniquen o actuen entre elles dins de contextos socials específics i es desenvolupen amb compromisos equitatius i recíprocs. És un vincle dinàmic.
L'anàlisi interdisciplinària de les relacions es basa de manera significativa en les altres ciències socials, incloent-hi, entre d'altres: antropologia, lingüística, sociologia, economia, ciències polítiques, comunicació, matemàtiques, treball social i estudis culturals. Aquesta anàlisi científica havia evolucionat durant la dècada de 1990 i s'ha convertit en "ciència de les relacions", gràcies a la investigació realitzada per Ellen Berscheid i Elaine Hatfield. Aquesta ciència interdisciplinària intenta aportar conclusions basades en l'evidència mitjançant l'ús de l'anàlisi de dades.

## Tipus

### Relacions familiars

#### Paternofilials
En l'antiguitat, les relacions entre pares i fills sovint estaven marcades per la por, a la rebel·lió o a l'abandó, donant lloc a rols filials estrictes, per exemple, a l'antiga Roma i la Xina. Freud va concebre el complex d'Èdipi, la suposada obsessió que els nois joves tenen cap a les seves mares i la por i la rivalitat que l'acompanyen amb els seus pares, i el complex d'Electra, en què la jove sent que la seva mare l'ha castrada i, per tant, s'obsessiona amb ella. Les idees de Freud van influir durant dècades en els estudis sobre les relacions entre pares i fills.
Una altra concepció de les relacions pares-fills va ser que l'amor només existia com un impuls biològic de supervivència i comoditat per part del nen. L'any 1958, però, l'estudi de Harry Harlow "The Hot Wire Mother" comparant les reaccions de rhesus a les "mares" subrogades de filferro i les "mares" de roba va demostrar que qualsevol cuidador i no només les mares subrogades volien afecte.
L'estudi va establir les bases de la teoria de l'afecció de Mary Ainsworth, mostrant com els nadons utilitzaven les seves mares reals com a base segura des de la qual explorar. En una sèrie d'estudis que utilitzen la situació estranya, un escenari en què un nadó es separa i després es retroba amb el pare, Ainsworth va definir tres estils de relació pares-fills.
- Els nadons ben units troben a faltar els pares, els saluden feliçment quan tornen i mostren una exploració normal i una manca de por quan el pare és present.
- Els nadons evitadors insegurs mostren poca angoixa en separar-se i ignoren el cuidador quan tornen. Exploren poc quan el pare és present. Els nadons també solen no estar disponibles emocionalment.[13]
- Els nadons ambivalents insegurs estan molt angoixats per la separació, però continuen sent angoixats al retorn dels pares; aquests nens també exploren poc i mostren por fins i tot quan els pares estan presents.
- Alguns psicòlegs han suggerit un quart estil d'afecció, desorganitzat, anomenat així perquè el comportament dels nadons semblava desorganitzat o desorientat.[14]

Els vincles segurs estan vinculats a millors resultats socials i acadèmics i a una major interiorització moral, ja que la investigació proposa la idea que les relacions entre pares i fills tenen un paper clau en el desenvolupament de la moral dels nens petits. Els vincles segurs també estan relacionats amb una menor delinqüència per als nens, i s'ha trobat que prediuen l'èxit posterior de la relació.
Durant la major part de finals del segle XIX i fins al XX, la percepció de les relacions adolescents-pares va ser la d'una època de convulsions. G. Stanley Hall va popularitzar el "Sturm und Drang", o tempesta i estrès, com a model d'adolescència. La investigació psicològica ha dibuixat un panorama molt senzill. Tot i que els adolescents busquen més riscos i els nous adults tenen taxes de suïcidi més altes, són en gran manera menys volàtils i tenen relacions molt millors amb els seus pares del que suggeriria el model de tempesta i estrès. L'adolescència primerenca sovint marca una disminució de la relació entre pares i fills pel que fa a la qualitat, que després es reestabilitza durant l'adolescència, i les relacions de vegades són millors al final de l'adolescència que abans del seu inici. Amb l'augment de l'edat mitjana en el matrimoni i més joves que assisteixen a la universitat i viuen amb pares després de l'adolescència, sobretot a occident, el concepte d'un nou període anomenat edat adulta emergent va guanyar popularitat. Es considera un període d'incertesa i experimentació entre l'adolescència i l'edat adulta. Durant aquesta etapa, es considera que les relacions interpersonals són més autoenfocades i les relacions amb els pares encara poden ser influents.

#### Germans
Les relacions entre germans tenen un efecte profund en els resultats socials, psicològics, emocionals i acadèmics. Tot i que la proximitat i el contacte solen disminuir amb el temps, els vincles entre germans continuen tenint efecte al llarg de la seva vida. Els vincles entre germans són una de les poques relacions duradores que els humans poden experimentar. Les relacions entre germans es veuen afectades per les relacions entre pares i fills, de manera que les relacions entre germans durant la infància sovint reflecteixen els aspectes positius o negatius de les relacions dels fills amb els seus pares.

### Relacions d'amistat
Les relacions d'amistat són relacions afectives entre dues persones, que van més enllà dels lligams familiars i del sexe, és un sentiment convingut amb una altra persona, en què se cerca confiança, consol, amor i respecte. L'amistat és una de les relacions interpersonals més comunes. Sovint s'ha definit l'amistat perfecte utilitzant els adjectius d'igualitària i platònica.
Les amistats es caracteritzen per la reciprocitat i l'igualitarisme. A diferència de les relacions familiars o romàntiques, les amistats es formen de manera voluntària i no estan subjectes a les mateixes obligacions socials o legals. Les amistats poden variar en intensitat i durada, des d'amistats superficials o circumstancials fins a relacions profundes i duradores.
Les amistats es desenvolupen a través de la interacció social i la comunicació. La proximitat física i les experiències compartides són factors clau en la formació d'amistats. A mesura que les persones comparteixen més temps i activitats, poden desenvolupar una comprensió mútua i una connexió emocional més forta.
Tenen un paper crucial en el benestar emocional i social de les persones. Les amistats proporcionen suport emocional, consell i ajuda pràctica. També contribueixen a la identitat personal i a l'autopercepció, ja que les persones es veuen reflectides en les relacions amb els altres. Poden classificar-se en diverses categories segons la seva naturalesa i funció. Es pot dir que hi ha amistats de companyonia basades en l'interès comú i les activitats compartides, amistats de confiança profundes i duradores i amistats de circumstància per la proximitat física o les situacions de vida com el veïnatge o els estudis.
Les amistats poden canviar significativament al llarg de la vida. Durant la infantesa i l'adolescència, les amistats sovint es basen en la proximitat i les activitats compartides. A mesura que les persones es fan adultes, les amistats poden esdevenir més profundes i basades en valors i interessos comuns. En la vellesa, les amistats sovint prenen una importància especial com a font de suport emocional i social, especialment en absència de la família.

### Relacions íntimes

#### Relacions romàntiques
Les relacions romàntiques han estat definides d'innombrables maneres, per escriptors, filòsofs, religions, científics i, en l'actualitat, pels terapeutes de parella. Dues definicions populars de l'amor són la teoria triangular de l'amor de Sternberg i la teoria de l'amor de Fisher. Sternberg defineix l'amor en termes d'intimitat, passió i compromís, que afirma que existeixen en diferents nivells en diferents relacions romàntiques. Fisher defineix l'amor com a compost de tres etapes: atracció, amor romàntic i vincle. Les relacions romàntiques poden existir entre dues persones de qualsevol gènere, o entre un grup de persones, com en el poliamor. Sobre la base de l'obertura, totes les relacions romàntiques són de 2 tipus: obertes i tancades. Les relacions tancades estan estrictament en contra de l'activitat romàntica o sexual de les parelles amb qualsevol altra persona fora de les relacions. En una relació oberta, tots els socis es mantenen compromesos els uns amb els altres, però permeten que ells mateixos i la seva parella tinguin relacions amb els altres. Segons el nombre de persones, hi ha els tipus monoamorosos i poliamorosos. Una relació monoamorosa és només entre dos individus. Una relació poliamorosa és entre tres o més individus.

#### Romanç
Tot i que moltes persones reconeixen l'única qualitat que defineix una relació romàntica com la presència de l'amor, és també essencial la comunicació interpersonal. Per tant, dins de les relacions romàntiques, l'amor és també molt difícil de definir. Hazan i Shaver defineixen l'amor, utilitzant la teoria de l'aferrament d'Ainsworth, que el vincula a la proximitat, suport emocional, autoexploració i angoixa per la separació en moments en què se separa de l'ésser estimat. Altres components comunament acceptats com a necessaris per a l'amor en aquest context són l'atracció física, la similitud, la reciprocitat i l'auto-revelació.

#### Etapes de la vida
Les primeres relacions adolescents es poden caracteritzar per la companyonia, reciprocitat i experiències sexuals. A mesura que els adults emergents maduren, comencen a desenvolupar qualitats d'afecció i cura en les seves relacions, com ara l'amor, els vincles, la seguretat i el suport a les parelles. Les relacions anteriors també solen ser més curtes i mostrar una major implicació amb les xarxes socials. Les relacions posteriors solen estar marcades per la reducció de les xarxes socials, ja que la parella es dedica més temps l'un a l'altre que als altres. Les relacions posteriors també tendeixen a mostrar nivells més alts de compromís.
La majoria de psicòlegs i assessors de relacions prediuen una disminució de la intimitat i la passió al llarg del temps, reemplaçada per un major èmfasi en l'amor de companyia (difereix de l'amor de companyia adolescent en les qualitats de cura, compromís i enfocament a la parella). Tanmateix, els estudis de parella no han trobat cap disminució de la intimitat ni de la importància del sexe, la intimitat i l'amor apassionat per a aquells que tenen relacions de vida més llargues o posteriors. Les persones grans solen estar més satisfetes amb les seves relacions, però s'enfronten a barreres més grans per tenir noves relacions que les persones més joves o de mitjana edat. Les dones grans, en particular, s'enfronten a barreres socials, demogràfiques i personals; els homes de 65 anys o més tenen gairebé el doble de probabilitats que les dones de casar-se, i els vidus tenen gairebé tres vegades més probabilitats de sortir 18 mesos després de la pèrdua de la seva parella en comparació amb les vídues.

#### Relació matrimonial
El matrimoni constitueix la majoria de les relacions al món, excepte entre les noves generacions dels països occidentals, on les relacions no tradicionals augmenten. Molts consideren que la relació matrimonial ocupa un lloc més important entre les estructures familiars i socials.

## Maneres d'iniciar relacions personals
- La proximitat augmenta la possibilitat d'exposició repetida a la mateixa persona. L'exposició a llarg termini que pot desenvolupar familiaritat és més probable que desencadeni gust o odi.[41]
- Internet elimina el problema de la manca de comunicació a causa de la llarga distància, que és un element que històricament suposava un gran impediment per a traçar relacions personals. Les persones poden comunicar-se amb altres persones que viuen lluny d'ells mitjançant videotrucades o missatges de text. Internet és un mitjà perquè les persones estiguin a prop d'altres persones que no estan físicament a prop.[41]
- La similtud o els punts en comú són una altra manera. La gent prefereix fer amistat amb altres persones semblants a elles perquè els seus pensaments i sentiments són més propensos a ser entesos.[41]